# Tholos van Athena Pronaia

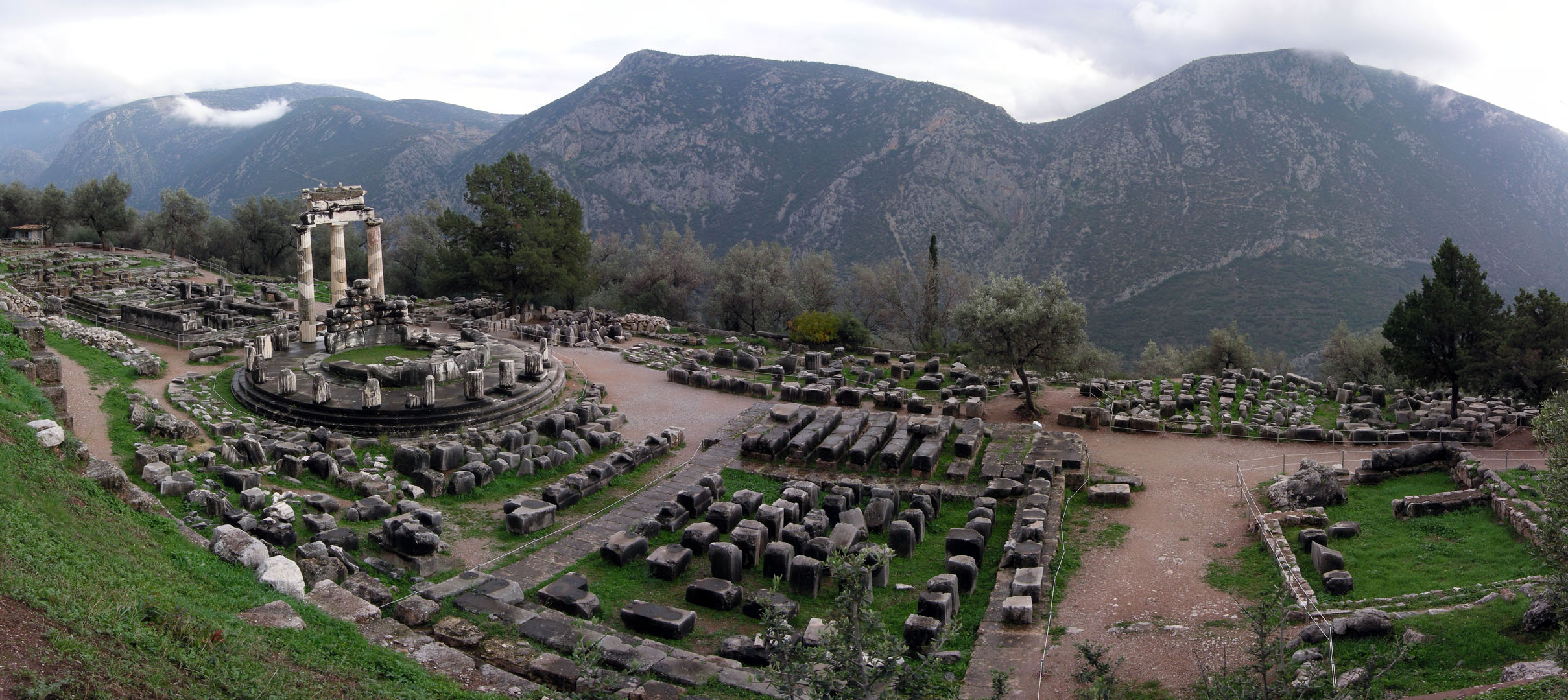
Athena Pronaia heiligdom in Delphi

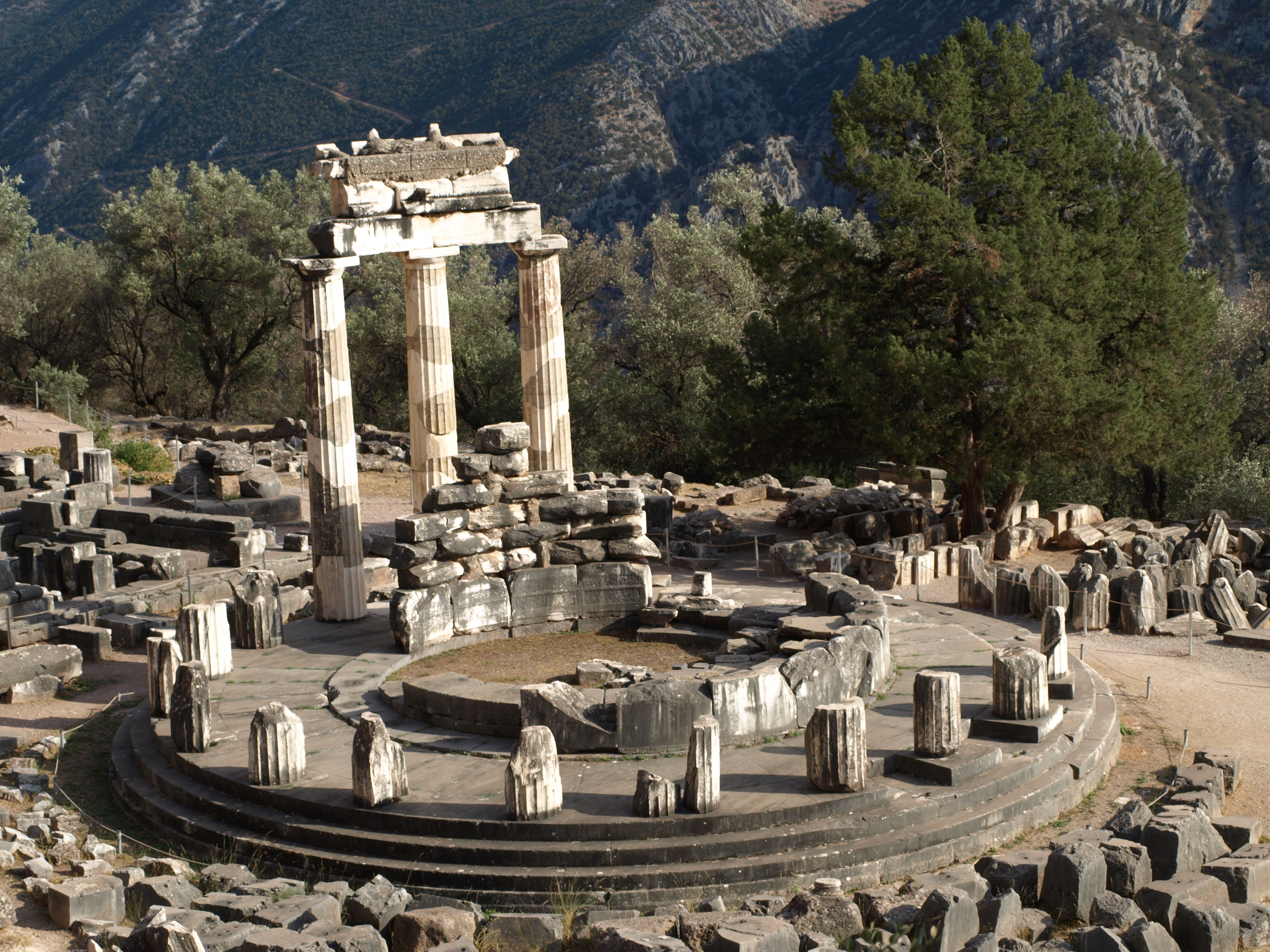
Tholostempel, heiligdom van Athena Pronaia in Delphi

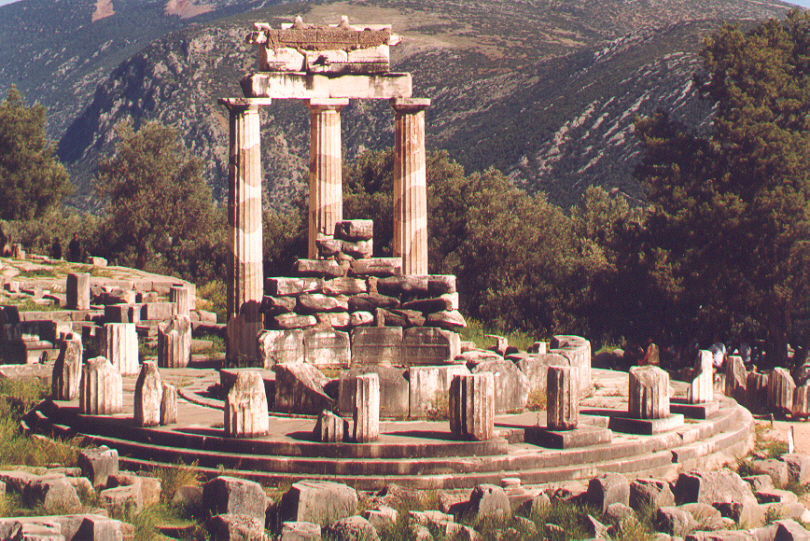
De tholos te Delphi (in het zogenaamde heiligdom van Athena Pronaia ...)

De Tholos van Athena Pronaia is een tempelruïne met nog drie rechtop staande zuilen, in Delphi gelegen bij het Heiligdom van Athena Pronaia en was gewijd aan de godin Athena. Vitruvius geeft een zekere Theodorus van Phocaea in Klein-Azië aan als de architect van deze ronde constructie, rond 400 v.Chr.

## Beschrijving
In de Griekse religieuze bouwkunst hoorden tholoi oorspronkelijk thuis in de zogenaamde heroëncultus. Het is een circulaire constructie die in de 4e eeuw v.Chr. (tussen 380 en 360) in klassieke stijl werd gebouwd. De ingang lag op het zuiden.
Ze bevatte 20 Dorische zuilen in het rond met een buitendiameter van 14,76 meter, en een tiental Korinthische (halve) zuilen aan de binnenzijde (het precieze aantal is onzeker).
Het geheel bevindt zich op ongeveer 800 meter van de hoofdruïne in Delphi, iets lager langs de weg. Het diende in de oudheid als eerste doorgang naar het hoger gelegen complex. Drie Dorische zuilen zijn gereconstrueerd.
De tholos heeft een stenen fundering en een marmeren bovenbouw. Het marmer is afkomstig uit Attica.
Er bevond zich een cella boven op het crepidoma (de basis) dat uit drie niveaus bestaat.
De tien halve binnenzuilen rustten lichtjes tegen de muur aan. Ze behoren tot de oudste voorbeelden van Korinthische zuilen van dit type. Tussen de buitenste zuilenring en de muren van de cella was er een nauwe doorgang met een delicaat decoratief dak dat conisch toeliep. Het was versierd met acroteria in de vorm van vrouwelijke figuren in een dansende pose.. Er waren twee grote friezen, één rond de bovenzijde van de cellawand, de andere aan de buitenste rand van de tholos. Boven de buitenste colonnade rustten epistylen met friezen van veertig trigliefen en metopen.
De reliëfvoorstellingen, die de amazonomachia en de strijd tegen de centauren uitbeeldden, bevinden zich thans in het museum.
Het heiligdom is omgeven door een typische peribolosmuur uit de klassieke periode waardoor de sacrale gebouwen worden ingesloten, evenals een deel van de kleinere archaïsche muur, die een zeldzaam voorbeeld vormt van polygonale muurbouw. De peribolos heeft openingen voor toegang van alle kanten.

## Voorgeschiedenis
Uit opgravingen is gebleken dat de hele site al vanaf het 5e tot het 3e millennium v.Chr. in gebruik was als neolithische nederzetting tot in de Minoïsche tijd, en toen zij later (1375 - 1100 v.Chr.) door de Myceners werd overgenomen, al een heilige plaats was. De orakelfunctie ging ook gewoon door nadat de site aan de god Apollon was gewijd.
De attributen van de vroedere vruchtbaarheidsgodin werden aan Athena overgedragen, die tevens de rol kreeg om haar halfbroer Apollon ter plaatse te beschermen.
De cultus uit de vroege oudheid blijkt eveneens uit de talloze figurines die werden gevonden onder de archaïsche tempel en de altaren van het heiligdom van Athena Pronaia.
Het was de Franse architectenschool die in 1893 de ruïne van grote hoeveelheden grond van talloze aardverschuivingen bevrijdde, en daarmee de grootste constructies van het heiligdom van Apollon en van Athena Pronaia blootlegde, samen met duizenden objecten, inscripties en beeldjes.
Vaak wordt ten onrechte gedacht dat de tholos zelf de plaats van het orakel was.
Het gebruik van de tholos in de Griekse heiligdommen blijft echter onduidelijk, al gaat men uit van een verband met chtonische cultussen.